# Kis történetek
A Kis történetek Presser Gábor második szólólemeze.

## Dalok
Az összes dal Presser Gábor szerzeménye, a dalszövegeket Sztevanovity Dusán és Presser Gábor írta.
1. Új élet vár (Presser Gábor – Sztevanovity Dusán)
2. Majd Leonard (Presser Gábor)
3. Kék hó (Presser Gábor – Sztevanovity Dusán)
4. A kicsi vonat (Presser Gábor)
5. Bolond világ (Presser Gábor – Sztevanovity Dusán)
6. Nem szerethet mindenki (Presser Gábor)
7. Adj egy pohár vizet (Presser Gábor)
8. Olyan édes vagy nekem (Presser Gábor – Sztevanovity Dusán)
9. Dúdolj néha egy dalt (Presser Gábor – Sztevanovity Dusán)
10. Züllött zenész bluúz (Presser Gábor)

Teljes játékidő: 58:15

## Közreműködők
- Presser Gábor – ének, zongora, Hammond orgona, harmonika, clavinet, basszus, ütőhangszerek, dob, szintetizátor
- Garth Hudson – Hammond orgona, szaxofon
- Omar Hakim – dob
- Steve Jordan – dob
- Don Alias – ütőhangszerek
- Lew Soloff – trombita
- Warren Haynes – gitár
- Jim Campagnola – szaxofon
- Kelli Sae – ének
- Borlai Gergő – dob
- Sipeki Zoltán – gitár
- Faith Ildikó – ének
- Magyar Hajnalka – ének
- Galambos Zoltán – ének
- Korom Attila – ének
- Gőz László – harsona
- Horváth Kornél – ütőhangszerek
- Dés László – szaxofon